# وعلان ثلاثي الألوان
وعلان ثلاثي الألوان (الاسم العلمي:Commelina tricolor) هو نوع من النباتات يتبع جنس الوعلان من الفصيلة الوعلانية.